# Fingal's Cave
Fingal's Cave is een zeegrot op het onbewoonde eiland Staffa dat deel is van de Schotse eilandengroep Binnen-Hebriden. Hij staat bekend om zijn natuurlijke akoestiek. De grot is eigendom van de National Trust for Scotland en is deel van een nationaal natuurreservaat. De grot is vernoemd naar de gelijknamige hoofdpersoon uit een heldendicht dat werd geschreven door de 18e-eeuwse Schotse poëet en historicus James Macpherson.

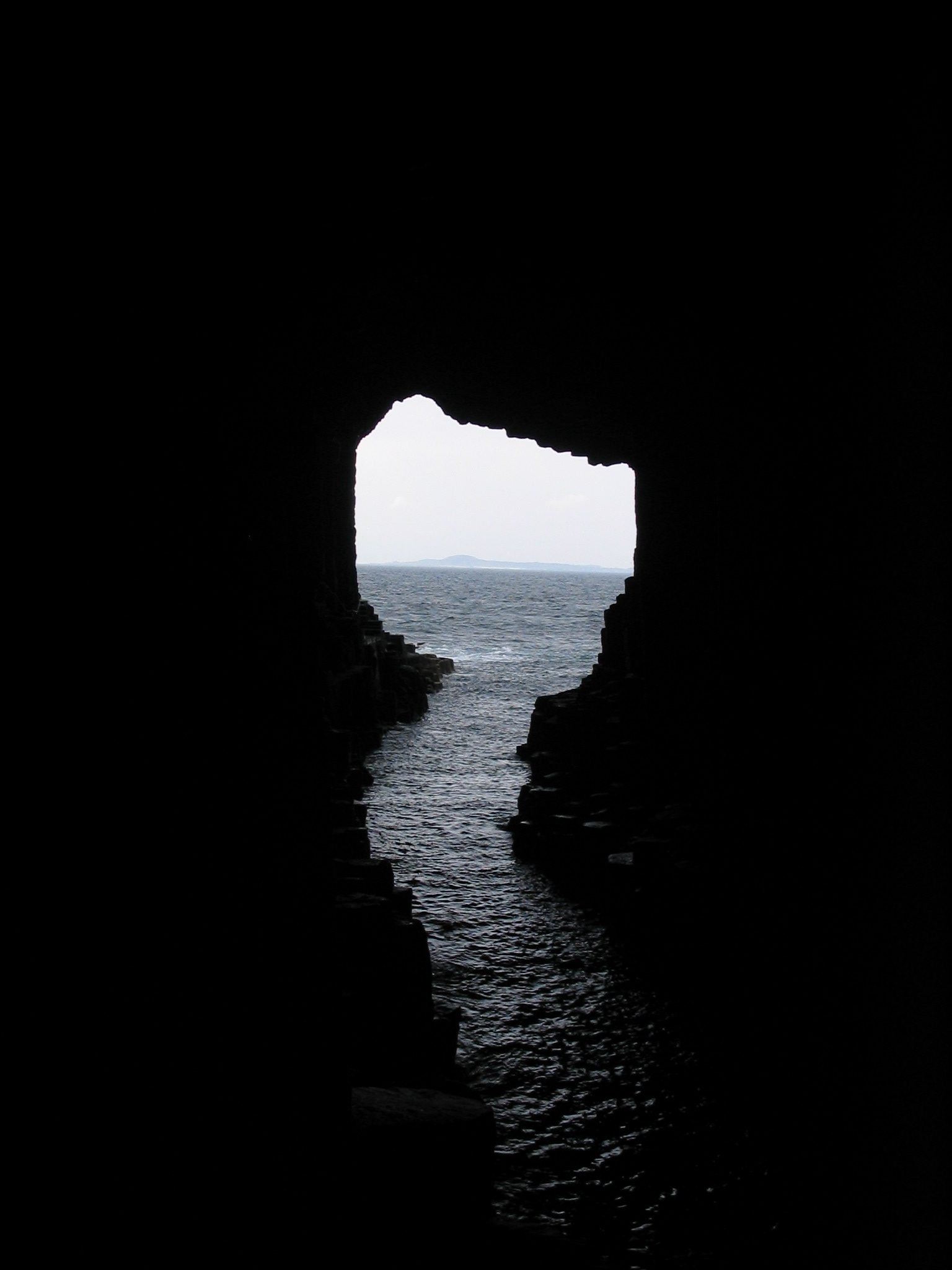
Uitzicht vanuit diep in de grot met het eiland Iona op de achtergrond, 2008

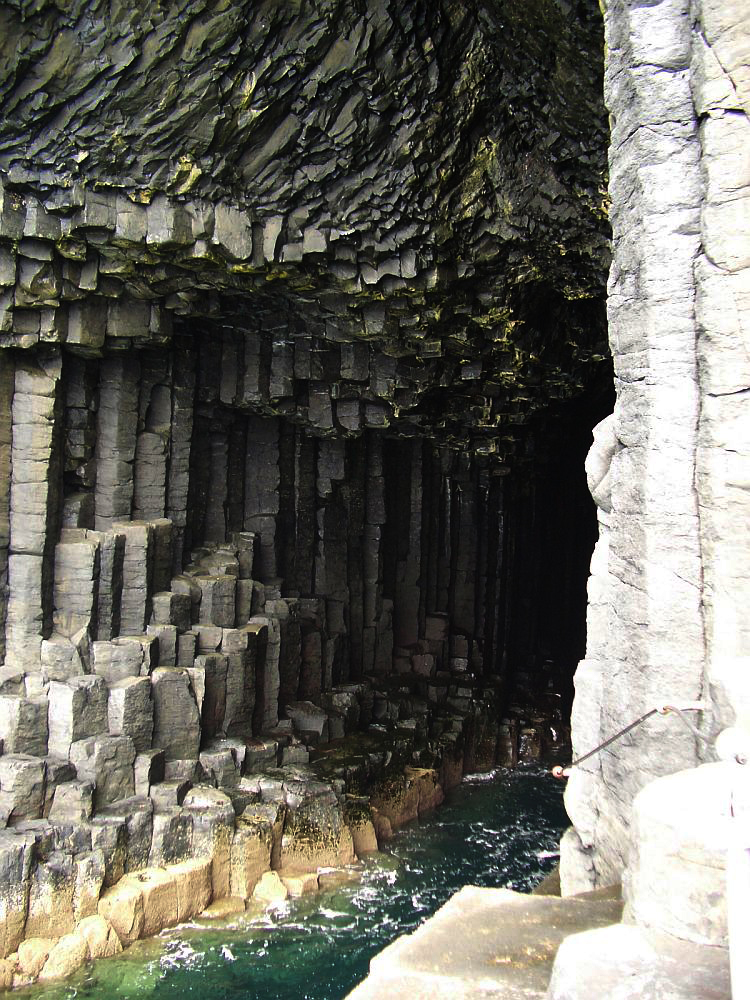
Basaltzuilen in Fingal's Cave

## Ontstaan
Fingal's Cave bestaat helemaal uit zeshoekige, met elkaar versmolten basaltzuilen die zijn ontstaan tijdens een paleocene lavastroom. De structuur van de grot lijkt op die van de Giant's Causeway in Noord-Ierland en op de structuur van de grot van het nabijgelegen eiland Ulva.
Op al deze plaatsen veroorzaakte afkoeling van de bovenste en de onderste lagen van het gestolde lava inkrimpingen en scheuren, waardoor er zich eerst een blokvormig vierkant patroon vormde dat overging in een zeshoekig breukpatroon met verticale breuken in de richting van de afkoelende oppervlakte. Door het afkoelen scheurden deze breuken geleidelijk verder naar het midden van de lavastroom, en zo werden de lange zeshoekige zuilen gevormd die nu te zien zijn in de door golven uitgesleten dwarsdoorsnede. In opdrogende modder ontstaan dezelfde zeshoekige breukpatronen, al vindt de inkrimping daar plaats door uitdroging in plaats van afkoeling.

## Geschiedenis
Er is weinig bekend over de vroege geschiedenis van Staffa, al is wel bekend dat de Zwitserse stad Stäfa bij het Meer van Zürich is vernoemd naar het eiland door een monnik uit het nabij Staffa gelegen eiland Iona. De grot was van oudsher deel van het landgoed van de MacQuarrie-clan op Ulva tot 1777, en werd onder de aandacht van de Engelssprekende wereld gebracht door de 18e-eeuwse natuurkenner Sir Joseph Banks in 1772.
De grot is vernoemd naar de gelijknamige hoofdpersoon uit een heldendicht dat werd geschreven door de 18e-eeuwse Schotse poëet en historicus James Macpherson. Het is deel van zijn Ossianistische gedichtencyclus, waarover wordt beweerd dat ze zijn gebaseerd op oude Schots-Gaelische gedichten. In de Ierse mythologie is de held Fingal bekend als Fionn mac Cumhaill, en het wordt gezegd dat Macpherson de naam Fingal (die 'witte vreemdeling' betekent) bedacht door een verkeerde interpretatie van de naam die in het Gaelisch als 'Finn' verschijnt. In de legende van Giant's Causeway bouwt Finn McCool de geplaveide weg tussen Ierland en Schotland.

## Omgeving
De grot heeft een hoge gewelfde ingang waardoor de zee naar binnen stroomt. Van april tot september worden er door plaatselijke ondernemingen verschillende rondvaarten langs de ingang van de grot georganiseerd. Bij rustig weer kan er bij het eiland aangemeerd worden (wat bij sommige van de rondvaarten is toegestaan) en kan men te voet de korte afstand naar de grot afleggen. In de grot ligt een wandelpad van gebroken zuilen net boven hoogwaterpeil, waardoor de grot te voet te verkennen is. Van binnen uit is door de ingang het eiland Iona op de achtergrond te zien.

## In kunst en literatuur
Romantisch componist Felix Mendelssohn bezocht de grot in 1829 en schreef, geïnspireerd door de vreemde echo's in de grot, een ouverture: De Hebriden, Op. 26 (ook bekend als Fingal's Cave ouverture). Door Mendelssohns ouverture werd de grot populair als toeristische bestemming. Andere beroemde 19e-eeuwse figuren die de grot bezochten waren Jules Verne, die het gebruikte in zijn boek De wonderstraal (Le Rayon Vert) en die er ook over schreef in zijn boeken Naar het middelpunt der aarde (Voyage au centre de la terre) en Het geheimzinnige eiland (L'Île mystérieuse); poëten William Wordsworth, John Keats en Alfred Tennyson, en romantisch artiest William Turner, die in 1832 Staffa, Fingal's Cave schilderde. Ook koningin Victoria maakte de reis.
De toneelschrijver August Strindberg beschrijft ook scènes van zijn toneelstuk A Dream Play met een plaats die 'Fingal's Grotto' wordt genoemd als achtergrond. De Schotse romanschrijver Sir Walter Scott beschreef de grot als ' een van de meest bijzonder plekken die ik ooit heb gezien. Het oversteeg de inbeeldingen van iedere beschrijving die ik ervan had gehoord… hij bestond helemaal uit basaltzuilen zo hoog als het plafond van een kathedraal en is voor eeuwig overspoeld door een wassende zee en is als het ware geplaveid met roodachtig marmer, (hij) gaat alle beschrijvingen te boven '.
Artiest Matthew Barney gebruikte de grot samen met de Giant's Causeway in de openings- en slotscènes van zijn kunstfilm Cremaster 3. In 2008 filmde video-artiest Richard Ashrowan een aantal dagen de binnenkant van Fingal's Cave voor een tentoonstelling in de Foksal Gallery in Polen.
Een van de eerste nummers van Pink Floyd uit 1969 heet 'Fingal's Cave'. Dit instrumentale nummer was geschreven voor de film Zabriskie Point, maar werd nooit gebruikt.
In Lloyd House bij de California Institute of Technology (Caltech) is een muurschildering van de grot te zien. In de hal waarin deze muurschildering zich bevindt, is ook een houten standbeeld te zien dat 'Fingal' heet. Dit standbeeld is het oudste erfstuk van de universiteit.
De Schots-Keltische rock band Wolfstone gaf in 1999 een nummer uit dat Fingal's Cave heette op hun album Seven.
Er werden een aantal scènes gefilmd van de film When Eight Bells Toll met Anthony Hopkins, die gebaseerd is op het gelijknamige boek van Alistair MacLean.

## Afmetingen
- Wood-Nuttall Encyclopaedia, 1907: 69 m diep, 20 m hoog.[5]
- National Public Radio: 45 m diep, 22 m hoog.[6]
- Show Caves of the World: 85 m diep, 23 m hoog.[7]

## Afbeeldingen

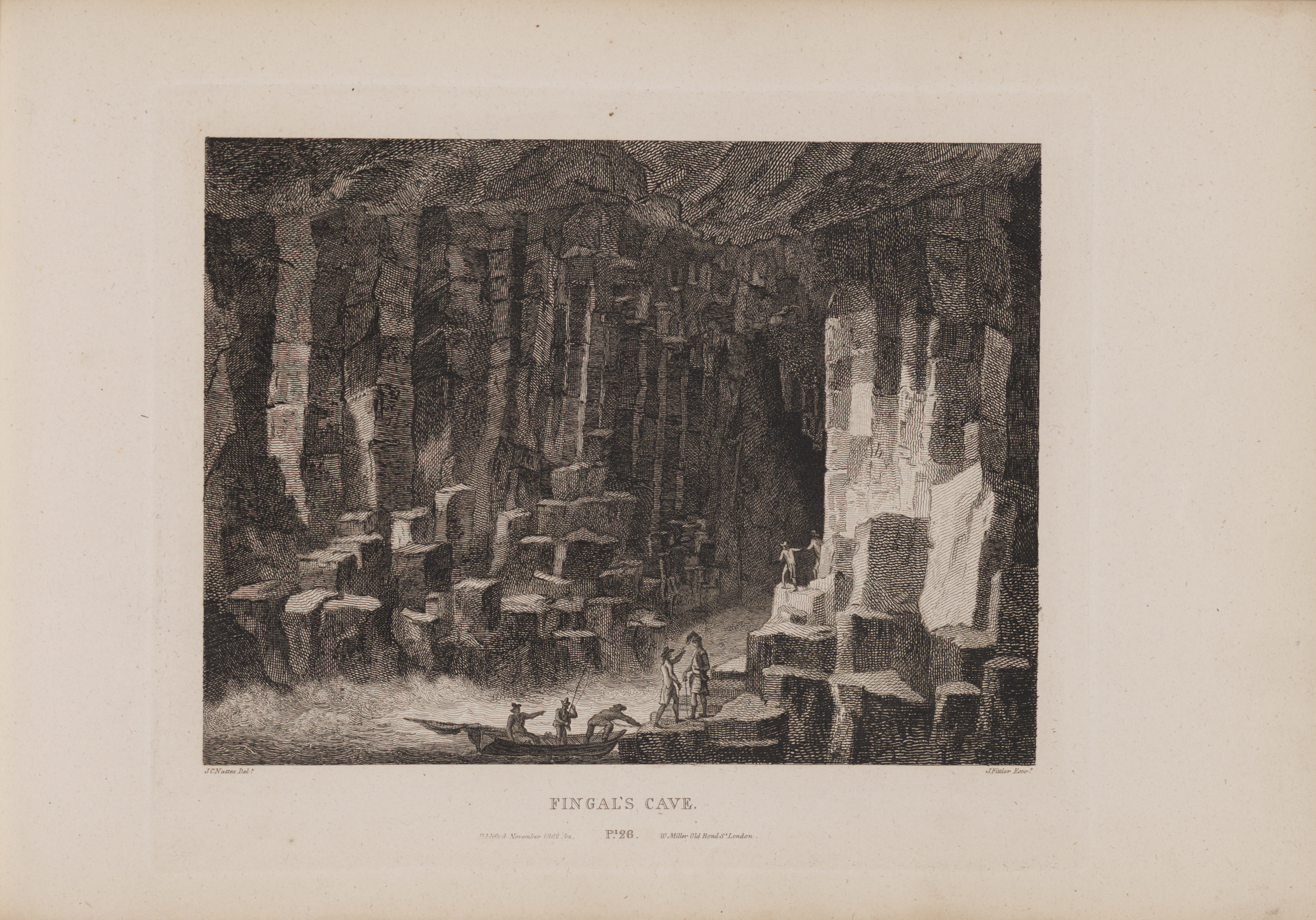
Gravure van Fingal's Cave door James Fittler in Scotia Depicta, 1804
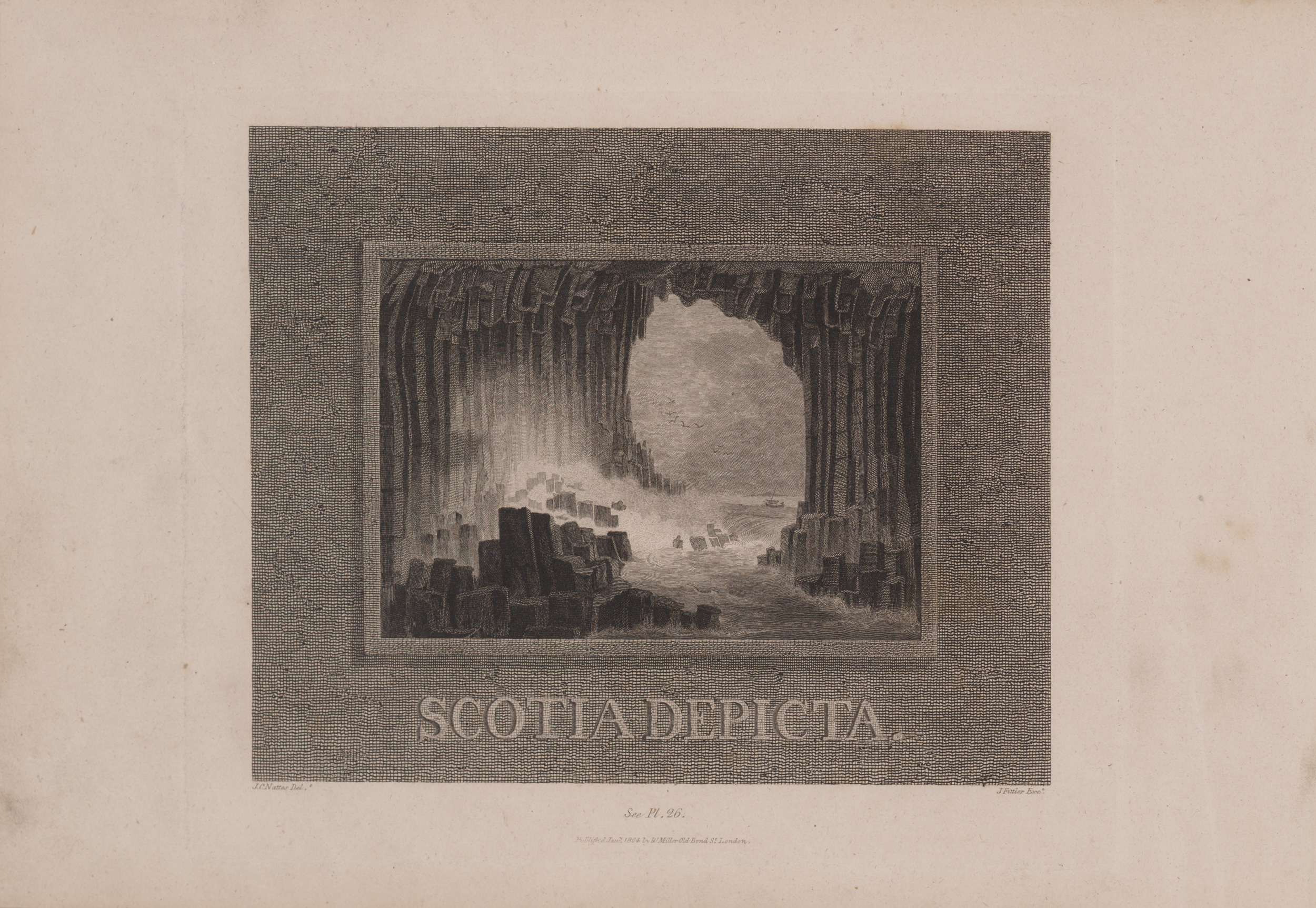
Fittler: Scotia Depicta - Frontispiece- Fingal's Cave